# Diphasia
Diphasia es un género con siete especies de plantas de flores perteneciente a la familia Rutaceae. 

## Especies seleccionadas
- Diphasia angolensis
- Diphasia dainellii
- Diphasia klaineana
- Diphasia madagascarienis
- Diphasia mildbraedii
- Diphasia morogorensis
- Diphasia noldeae